# Gerbillus aquilus
Gerbillus aquilus је врста глодара из породице мишева.

## Распрострањење
Ареал врсте је ограничен на мањи број држава. Врста је присутна у Авганистану, Пакистану и Ирану.

## Станиште
Станишта врсте су шуме и травна вегетација.

## Угроженост
Ова врста није угрожена, и наведена је као последња брига јер има широко распрострањење.